# Ени Хол
Ени Хол (енгл. Annie Hall) или алтернативно Ани Хол, америчка је сатирична романтична комедија из 1977. године, коју је режирао Вуди Ален, према сценарију који је написао заједно са Маршалом Брикменом, док је продуцент био Чарлс Џофе. Ален тумачи главну улогу Алвија Сингера, који покушава да открије разлоге неуспеха његове везе са Ени Хол, коју игра Дајана Китон, за коју је специфично написана ова улога.
Главно снимање почело је 19. маја 1976. на Лонг Ајленду и трајало је наредних десет месеци. Ален је филм, који је означио његову прву сарадњу са кинематографом Гордоном Вилисом, описао као „велику прекретницу”, у томе што је, за разлику од његових дотадашњих фарси и комедија, увео нови ниво озбиљности. Академици су приметили контраст у окружењу Њујорка и Лос Анђелеса, стереотипе родних разлика у сексуалности, представљање јеврејског идентитета и елементе психоанализе и модернизма.
Филм је премијерно приказан 27. марта 1977. на Филмском фестивалу у Лос Анђелесу, док је у америчким биоскопима објављен 20. априла исте године. Наишао је на изузетно позитивне рецензије критичара и био је номинован за пет Оскара, а освојио је четири: за најбољи филм, најбољу режију, најбољи оригинални сценарио и најбољу глумицу (Дајана Китон). Филм је такође освојио четири награде БАФТА и један Златни глобус.
Амерички филмски институт га је сместио на 31. место своје листе најбољих америчких филмова, као и 4. место листе најсмешнијих комедија. Удружење писаца Америке је сценарио овог филма прогласило за најсмешнији икада написан. Конгресна библиотека је 1992. изабрала филм за чување у Националном регистру филмова Сједињених Држава због „културног, историјског или естетског значаја”.

## Радња
Комичар Алви Сингер покушава да схвати зашто је његова веза са Ени Хол прекинута пре годину дана. Он је одрастао у Бруклину, досађивао је мајци немогућим питањима о поенти постојања, али је прерано сазрео због своје невине сексуалне радозналости, када је изненада пољубио другарицу из разреда са шест година и није разумео зашто она не жели да узврати.
Ени и Алви, у реду за Тугу и милост, чују другог човека како исмејава рад Федерика Фелинија и Маршала Маклуана. Алви замишља како Маклуан лично долази на његов позив да критикује разумевање тог човека. Те ноћи, Ени не показује интересовање за секс са Алвијем. Уместо тога, разговарају о његовој првој жени, чији жар му није причињавао задовољство. Његов други брак био је са њујоршком списатељицом која није волела спорт и није могла да доживи оргазам.
Са Ени је другачије. Њих двоје се забављају заједно кувајући јастога. Он је задиркује због необичних мушкараца из њене прошлости. Упознали су се играјући тениски дубл са пријатељима. Након игре, непријатни мали разговори навели су је да му понуди вожњу до града, а затим чашу вина на њеном балкону. Тамо се оно што је изгледало као блага размена тривијалних личних података открива у „менталним титловима” као ескалирајући флерт. Њихов први састанак прати Енину певачку аудицију за ноћни клуб. Након што воде љубав те ноћи, Алви је сломљен, док се Ени опушта уз џоинт.
Убрзо, Ени признаје да воли Алвија, док јој он купује књиге о смрти и каже да су његова осећања према њој више од љубави. Када се Ени усели код њега, ствари постају веома напете. На крају, Алви је проналази руку под руку са једним од њених професора на факултету и њих двоје почињу да се расправљају о томе да ли је то „флексибилност” о којој су разговарали. Они се на крају растају, а он тражи истину о односима, питајући странце на улици о природи љубави, испитујући своје формативне године и замишљајући цртану верзију себе како се свађа са цртаном верзијом Ени приказаном попут Зле краљице из Снежане.
Алви покушава да се врати изласцима, али његови напори су нарушени неурозом и епизодом лошег секса која се прекида када Ени назове усред ноћи, инсистирајући да он одмах дође да убије два паука у њеном купатилу. Потом се мире, заветујући се да ће остати заједно, шта год да буде. Међутим, њихове одвојене расправе са терапеутима показују да постоји неизречена и непремостива подела. Када Алви прихвати понуду да додели награду на телевизији, путују у Лос Анђелес са Алвијевим пријатељом Робом. Међутим, на повратку се слажу да њихова веза не функционише. Након што му је његов продуцент Тони Лејси преотео Ени, Алви безуспешно покушава да поново распали ватру брачном понудом. Вративши се у Њујорк, он осмишља представу о њиховој вези, али мења крај: она сада прихвата.
Последњи сусрет између Ени и Алвија је чежњиви након што су обоје пронашли неког новог. Алви сумира: љубав је неопходна, посебно ако је неуротична. Ени пева „Seems Like Old Times”, док се филм завршава.

## Улоге
| Глумац          | Улога                             |
| --------------- | --------------------------------- |
| Вуди Ален       | Алви Сингер                       |
| Дајана Китон    | Ени Хол                           |
| Тони Робертс    | Роб                               |
| Пол Сајмон      | Тони Лејси                        |
| Керол Кејн      | Алисон Портчник                   |
| Шели Дувал      | новинарка Пем                     |
| Колин Дјухерст  | госпођа Хол                       |
| Кристофер Вокен | Двејн Хол                         |
| Маршал Маклуан  | самог себе                        |
| Џеф Голдблум    | гост на вечери                    |
| Сигорни Вивер   | Алвијева девојка испред позоришта |
| Лори Берд       | девојка Тонија Лејсија            |
| Шели Хек        | улична незнанка                   |

## Награде и номинације
| Награда | Категорија                      | Особа                      | Награђен |
| ------- | ------------------------------- | -------------------------- | -------- |
| Оскар   | Најбољи филм                    | Чарлс Џофе                 | Да       |
| Оскар   | Најбоља режија                  | Вуди Ален                  | Да       |
| Оскар   | Најбољи оригинални сценарио     | Вуди Ален и Маршал Брикмен | Да       |
| Оскар   | Најбоља глумица у главној улози | Дајана Китон               | Да       |
| Оскар   | Најбољи глумац у главној улози  | Вуди Ален                  | Не       |

## Занимљивости
- Филм је оригинално је требало да се зове Анхедонија, што је појам који означава немогућност да се искуси ужитак. На инсистирање продуцената он је промењен у име главне јунакиње. Ени Хол је својеврсна варијација имена Дајане Китон, која се родила као Дајана Хол.
- Већина ексцентричних костима које је Ени носила у филму потичу из гардеробе Дајане Китон. Костимографкиња Рут Морли покушала је да обесхрабри Дајану при ношењу андрогених комада попут панталона, прслука и кравата на сету, али Вуди Ален јој је дао отказ уз речи: Пусти Дајану на миру. Она је геније.[5]